# Knarrevik/Straume
Knarrevik/Straume este o localitate din comuna Fjell, provincia Hordaland, Norvegia, cu o suprafață de 6,62 km² și o populație de 10.302 locuitori (2013).